# 松山傑
松山 傑（まつやま すぐる、1989年9月8日 - ）は、神奈川県横浜市金沢区出身の元プロ野球選手（投手）、野球指導者。右投右打。

## 経歴
横浜商大高時代、2年時の2006年夏の神奈川県予選でベスト4になるが、2007年2月に右肩を痛めたため、最後の夏の大会では県5回戦敗退と、全国的には無名の存在であった。
2007年10月3日の高校生ドラフトで北海道日本ハムファイターズから5巡目で指名を受けた（ドラフト前に行われた入団テストに豊島明好とともに合格）。
2009年11月25日、加藤武治・松家卓弘・関口雄大との交換トレードで、稲田直人・坂元弥太郎と共に横浜ベイスターズへ移籍した。
2010年8月14日、プロ初登板を果たす。
2011年は一軍での登板は無く、二軍でも21試合に登板するも防御率5.96に終わった。同年10月9日、戦力外通告を受けた。12月2日、自由契約公示された。
2012年1月17日、ベースボール・チャレンジ・リーグ（BCリーグ）の石川ミリオンスターズへ入団した。2012年オフはBCリーグからの派遣でコロンビア・ウインターリーグに参加。2013年11月2日、球団から退団が発表された。
2021年6月8日、BCリーグのオセアン滋賀ブラックスのコーチに就任したが、監督の柳川洋平が帯状疱疹を罹患して同日から休養したのに伴い、入団即監督代行として指揮を執ることになった。
2022年2月4日付で、本年度よりオセアン滋賀ブラックスが名称変更の上で日本海オセアンリーグに加入した滋賀GOブラックスの球団代表に就任。

## 選手としての特徴・人物
投球のほとんどが最速148km/hのストレートであるが、スライダーを軸に、カーブ・チェンジアップといった変化球も投げる。
目標とする投手は、同僚だったダルビッシュ有と松坂大輔。

## 詳細情報

### 年度別投手成績
| 年 度     | 球 団     | 登 板 | 先 発 | 完 投 | 完 封 | 無 四 球 | 勝 利 | 敗 戦 | セ 丨 ブ | ホ 丨 ル ド | 勝 率 | 打 者 | 投 球 回 | 被 安 打 | 被 本 塁 打 | 与 四 球 | 敬 遠 | 与 死 球 | 奪 三 振 | 暴 投 | ボ 丨 ク | 失 点 | 自 責 点 | 防 御 率 | W H I P |
| --------- | --------- | ----- | ----- | ----- | ----- | -------- | ----- | ----- | -------- | ----------- | ----- | ----- | -------- | -------- | ----------- | -------- | ----- | -------- | -------- | ----- | -------- | ----- | -------- | -------- | ------- |
| 2010      | 横浜      | 5     | 0     | 0     | 0     | 0        | 0     | 0     | 0        | 0           | ----  | 21    | 4.0      | 4        | 0           | 4        | 0     | 1        | 1        | 0     | 1        | 4     | 4        | 9.00     | 2.00    |
| 通算：1年 | 通算：1年 | 5     | 0     | 0     | 0     | 0        | 0     | 0     | 0        | 0           | ----  | 21    | 4.0      | 4        | 0           | 4        | 0     | 1        | 1        | 0     | 1        | 4     | 4        | 9.00     | 2.00    |

### 記録
NPB
- 初登板：2010年8月14日、対読売ジャイアンツ15回戦（東京ドーム）、8回裏に4番手で救援登板・完了、1回無失点
- 初奪三振：2010年8月22日、対広島東洋カープ20回戦（MAZDA Zoom-Zoom スタジアム広島）、8回裏に嶋重宣から空振り三振

### 独立リーグでの投手成績
| 年 度     | 球 団     | 登 板 | 完 投 | 勝 利 | 敗 戦 | セ ｜ ブ | 勝 率 | 打 者 | 投 球 回 | 被 安 打 | 被 本 塁 打 | 与 四 球 | 与 死 球 | 奪 三 振 | 暴 投 | ボ ｜ ク | 失 点 | 自 責 点 | 防 御 率 | W H I P |
| --------- | --------- | ----- | ----- | ----- | ----- | -------- | ----- | ----- | -------- | -------- | ----------- | -------- | -------- | -------- | ----- | -------- | ----- | -------- | -------- | ------- |
| 2012      | 石川      | 28    | 0     | 2     | 3     | 1        | .400  | 369   | 80.2     | 93       | 3           | 32       | 7        | 69       | 6     | 0        | 48    | 35       | 3.90     | 1.55    |
| 通算：1年 | 通算：1年 | 28    | 0     | 2     | 3     | 1        | .400  | 369   | 80.2     | 93       | 3           | 32       | 7        | 69       | 6     | 0        | 48    | 35       | 3.90     | 1.55    |

### 背番号
- 57（2008年 - 2009年）
- 64（2010年 - 2011年）
- 18（2012年 - 2013年）
- 13（2021年）